# Mojzesovo
Mojzesovo est une commune du district de Nové Zámky, dans la région de Nitra, en Slovaquie.

## Histoire
La première mention écrite du village date de 1273.

## Démographie

### Évolution de la population
| Année:               | 1994. | 2004.   | 2014.   | 2024.   |
| -------------------- | ----- | ------- | ------- | ------- |
| Nombre de personnes: | 1399  | 1374    | 1312    | 1326    |
| Différence:          |       | -1,78 % | -4,51 % | +1,06 % |

| Année:               | 2023. | 2024.   |
| -------------------- | ----- | ------- |
| Nombre de personnes: | 1322  | 1326    |
| Différence:          |       | +0,30 % |